# ホルヘ・フランコ (作家)

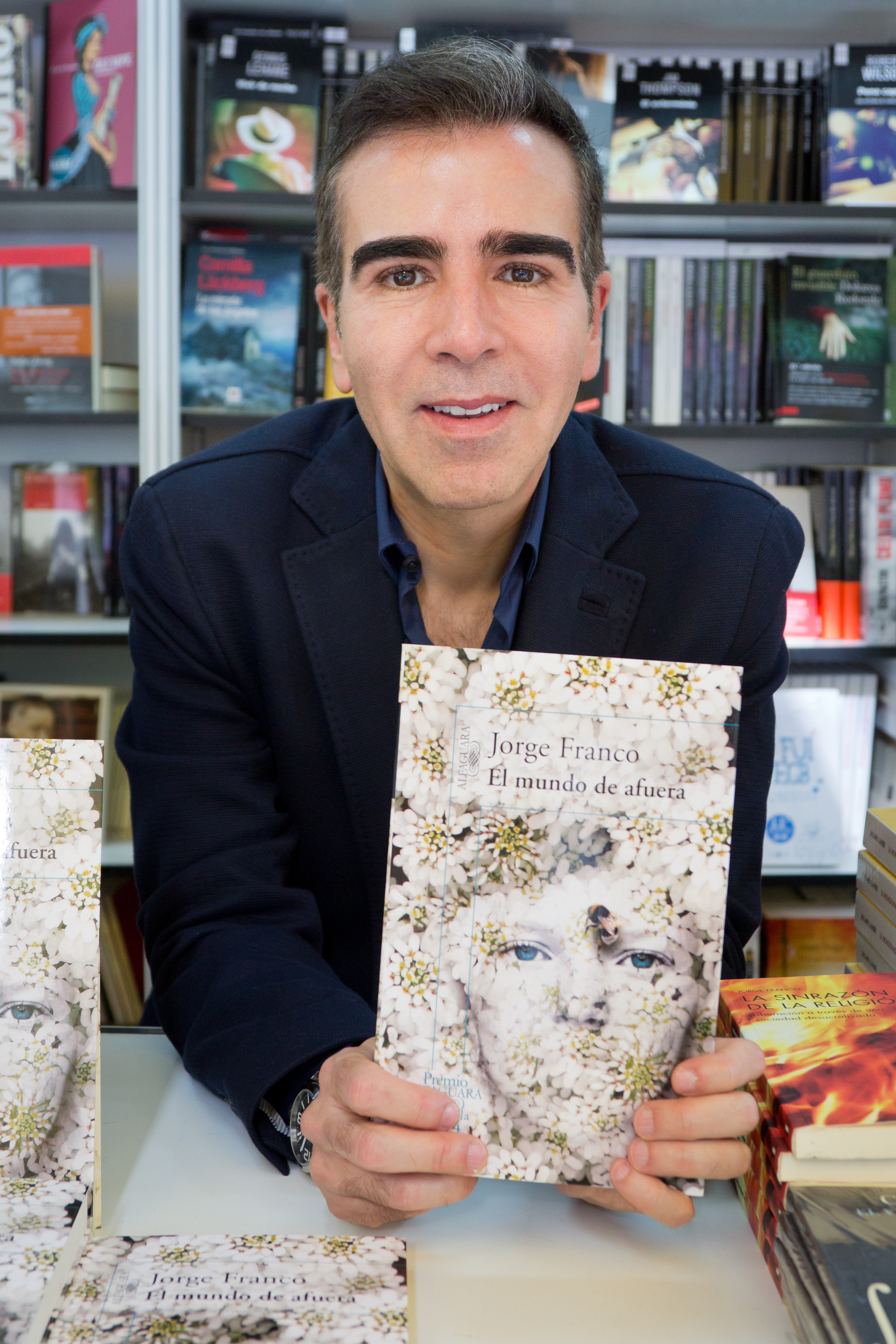
ホルヘ・フランコ、2014年のマドリード・ブックフェアにて。手に持っているのは同年の作品『外の世界』。

ホルヘ・フランコ・ラモス（スペイン語: Jorge Franco Ramos、1962年 - ）は、コロンビアの小説家。代表作は1999年に出版された『ロサリオの鋏』で、映画化とドラマ化がなされている。

## 生涯
ホルヘ・フランコ・ラモスはオルガ・ステラ・ラモス（Olga Stella Ramos）とウンベルト・フランコ（Humberto Franco）の息子として、コロンビアのメデジンで生まれた。フランコは、3人の姉妹に囲まれて育った。「彼女たちは私を無視し、私が見えないかのように扱っていた。遠ざけてられていると感じた。だから私は部屋に閉じこもり、読書をするかテレビを見るしかなかった。」そのような女性の世界に慣れていった。またフランコは自らの生い立ちについてこう述べている。
私の家ではあまり本は読まれていませんでした。しかし母は読書の普及活動を行う団体の会員でした。私の誕生日にベルネ（Verne）、ステベンソン（Stevenson）、サルガニ（Salgani）の青少年文学全集を私にくれたのを覚えています。その後、イギリス人作家のイーニッド・ブライトンと出会いました。彼女は‘‘Los Cinco‘‘という多くの冒険小説を出版し、僕はすべての全集をもっていました。13歳のときに祖父のアントニオの影響でシェイクスピアを読みました。祖父がプレゼントしてくれた『ロミオとジュリエット』をね。その愛の物語に心をひきつけられたんです。本を読むときはいつも映画として想像していました。だから、映画やテレビを作ることを夢見ていました。書くことなんて考えていなかったです。—ホルヘ・フランコ、
青春時代は母方の祖父のベンジャミンと週末を過ごしたり、彼の隣で絵を描いたりするのが好きだった。祖父は暇があれば風景や静物画の水彩画を描いた。私は祖父から絵を教わった。学校でははっきりした進路を考えていなかったので、芸術の道に進む代わりに親友らと同じように生産工学の道に進んだ。 
フランコは「前期はひどいものでした。後期は再履修ばかり。その後、3年間、広告を学んだが僕に向いている業界じゃないとわかりました。ロンドンに友達がいて、向こうでは映画を学べると教えてくれました。僕にとっては重大な発見だったからロンドンに行くことを決めたんです。でもそれを実行するのに長い時間かかりました。」と話す。なぜなら、彼が精神分析にはまったことでイギリスへの旅を後回しにしていたからだ。その精神分析が人生の中で大きく役立だったと確信をもって言っている。 「約5年の間、週に1、2回医者へ行っていました。精神分析は自分を発見し、自分の中の多くの幻影を殺したり、世の中に立ち向かうための武器を見つけたりする手助けをしてくれました。精神分析医から忠告や薬がほしかったが、でも何ももらえませんでした。私に何かアドバイスしてくれることは珍しかったので、自分自身で解決策を見つけるしかなかったのです。」
ロンドン・フィルム・スクールで映画を、ボゴタのハベリアナ大学で文学を学んだが、いずれも卒業には至らなかった。1991年に執筆活動を開始した後、1996年に短編集『いまいましい恋』でペドロ・ゴメス・バルデラマ文学コンクールを優勝、1997年に小説『イヤな夜』で第14回ペレイラ市小説コンクールを優勝した。
小説の2作目となる『ロサリオの鋏』は1999年に出版、2000年にダシル・ハメット国際小説賞を受賞した。メキシコの映像作家エミリオ・マイレ（Emilio Maillé）は2005年にそれを映画化した。また2010年にはRCNテレビが小説を基に同名のテレノベラを制作、マリア・フェルナンダ・ジェペス（Maria Fernanda Yepes）が主演を務めた。
3作目の『パライソ・トラベル』はコロンビアの映画監督シモン・ブランドの手で映画化された。映画は2008年1月に公開され、コロンビアの歌手フォンセカが映画の音楽を指導した。
4作目の『メロドラマ』は舞台化された。
2014年3月、フランコは『外の世界』で第17回国際アルファグアラ賞（Alfaguara）を受賞し、 彼の成功はゆるぎないものとなった。
ガブリエル・ガルシア＝マルケスはフランコについて「私がたいまつを渡したいコロンビア作家の1人である」と述べた。 フランコは物語や記事を国内外の雑誌に発表した。そしてガブリエル・ガルシア・マルケスの<<どのように物語は語られるか>>というセミナーに指導者として誘われた。それはキューバのサン・アントニオ・デ・ロス・バーニョスの国際映画テレビ学校で行われた。
ボゴタに住むフランコは2014年のインタビューで自らの日課についてこのように語った。毎朝、メールに返信し、何か運動をする。午後2時に街の丘にある小さいアパートに着く。そして、執筆する。もしすべてうまく行き、雑音が入らなければ5時間働く。「夜は8歳の娘のバレリアのための時間です。」バレリアはカシータデニコラス養護施設から迎えた養子である。こどもが選んだ物語を読むため毎日時間をとっている。

## 受賞
- 『いまいましい恋』ペドロ・ゴメス・バルデラマ文学コンクール優勝、1996年。
- 『イヤな夜』第14回ペレイラ市小説コンクール優勝、1997年。
- 『ロサリオの鋏』ダシル・ハメット国際小説賞、2000年。
- 『外の世界』第17回国際アルファグアラ賞、2014年[4]。

## 作品
- Maldito amor（1996年、小説集。日本語題『いまいましい恋』『呪われた愛』）
- Mala noche（1997年、小説。日本語題『イヤな夜』『悪い夜』）
- Rosario Tijeras（1999年、小説。日本語題『ロサリオの鋏』）
- Paraíso Travel（2002年、小説。日本語題『パライソ・トラベル』）
- Melodrama（2006年、小説。日本語題『メロドラマ』）
- Santa Suerte（2010年、小説）
- Don Quijote de la Mancha en Medellín（2012年、小説）
- El mundo de afuera（2014年、小説。日本語題『外の世界』）